# سيجي كيشي
سيجي كيشي (岸誠二 كيشي سيجي) هو مخرج أنمي ياباني.

## أعماله في مجال الإخراج

### مسلسلات انمي تلفزيونية
- كاباماكي
- يوغو المفاوض (فصل باكستان)
- راغناروك ذي أنيميشن
- ماجيكانو
- عروس سيتو
- المحارب السماوي سانريد (الإخراج الرئيسي في الموسم الثاني)
- نبضات الملاك!
- بيرسونا 4 ذي أنيميشن
- بيرسونا 4 ذا غولدن أنيميشن (الإخراج الرئيسي)
- لقد تدهور الجنس البشري
- ديفل سرفايفر 2 ذي أنيميشن
- دانغانرونبا ذي أنيميشن
- دانغانرونبا 3: نهاية أكاديمية قمة الأمل (الإخراج الرئيسي)
- آربيجيو الفولاذ الأزرق: آرس نوفا
- هاماتورا (الإخراج الرئيسي)
- رد:_هاماتورا
- البطلة يونا يوكي
- فصل الاغتيال
- فصل الاغتيال SECOND SEASON
- رانبو كيتان: لعبة لابلاس
- جميلة مثل القمر
- أهلا بكم في صف سياسة الجدارة (بالتعاون مع هيرويوكي هاشيموتو)
- راديان
- أسوبي أسوباسي

### أنمي الإنترنت
- كوروسينسي كويست! (الإخراج الرئيسي)
- كينغان أشورا

### أوفا أنمي
- كارنفال فانتازم
- فيت/بروتوتايب

### أفلام أنمي
- أورا: معركة ماريوينكوغا الأخيرة
- آربيجيو الفولاذ الأزرق: آرس نوفا DC
- آربيجيو الفولاذ الأزرق: آرس نوفا Cadenza

## أعماله خارج مجال الإخراج
- فايس كرويتز غلين (إخراج الحلقات)
- شوغو كارا! (رسم لوحة القصة)
- سلسلة أفلام بيرسونا 3 ذا موفي
  - بيرسونا 3 ذا موفي: #1 Spring of Birth (المشرف)
- دانغانرونبا أناذر إيبيسود: ألترا ديسبير غيرلز (مشاهد الرسوم المتحركة)

## وصلات خارجية
- سيجي كيشي على موقع IMDb (الإنجليزية)
- سيجي كيشي على موقع أول موفي (الإنجليزية)
- سيجي كيشي على موقع قاعدة بيانات الفيلم (الإنجليزية)
- سيجي كيشي على موقع كينوبويسك (الروسية)
- سيجي كيشي على موقع ANN person (الإنجليزية)